# 马尔尼莱贡比涅
马尔尼莱贡比涅（法語：Margny-lès-Compiègne，法語發音：[maʁɲi lɛ kɔ̃pjɛɲ]，意为“贡比涅附近的马尔尼”）是法国瓦兹省的一个市镇，属于贡比涅区。

## 地理
马尔尼莱贡比涅（49°25'34"N, 2°49'15"E）面积6.66 平方千米，位于法国上法蘭西大區瓦兹省，该省份为法国北部内陆省份，北起索姆省，西接厄尔省和滨海塞纳省，南至塞纳-马恩省和瓦兹河谷省，东临埃纳省。
与马尔尼莱贡比涅接壤的市镇（或旧市镇、城区）包括：博日、比安维尔、克莱鲁瓦、贡比涅、库丹、拉谢勒、沃内特。

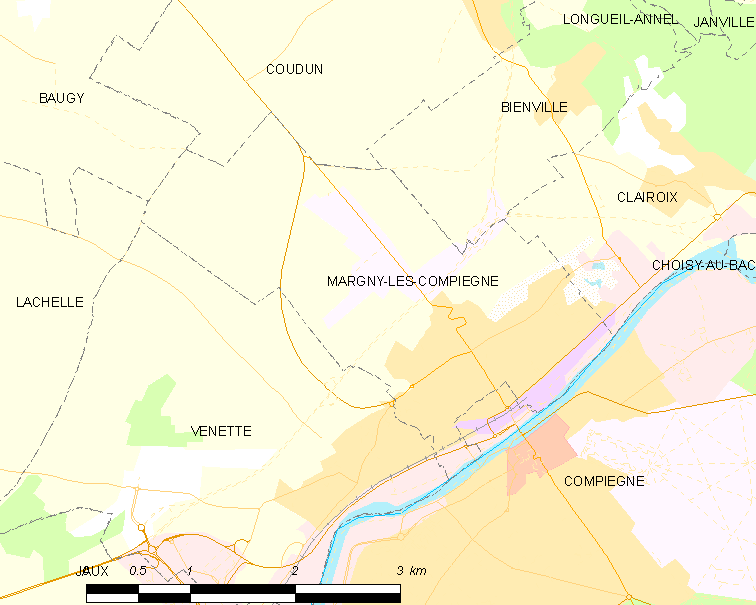
马尔尼莱贡比涅的OSM定位图

马尔尼莱贡比涅的时区为UTC+01:00、UTC+02:00（夏令时）。

## 行政
马尔尼莱贡比涅的邮政编码为60280，INSEE市镇编码为60382。

## 政治
马尔尼莱贡比涅所属的省级选区为贡比涅第一县。

## 人口

1962-2008年间马尔尼莱贡比涅人口变化图示

马尔尼莱贡比涅于2022年1月1日时的人口数量为8700人。